# Жуткий карандаш!
Creepy Crayon! (дословно — «Жуткий карандаш!») — детская книга ужасов, написанная Аароном Рейнольдсом и проиллюстрированная Питером Брауном. Была опубликована издательством Simon & Schuster 23 августа 2022 года. Книга повествует историю юного кролика Джаспера, который находит и использует одержимый мелок, чтобы получать хорошие оценки в школе.

## Критика
Creepy Crayon! была положительно воспринята критиками и в США стала бестселлером детской художественной литературы. Издание Kirkus Reviews сравнило эту книгу с монологами Рода Серлинга из-за «её идеального темпа, предчувствия и тревожного напряжения, смягчённых слегка зловещим юмором». Kirkus Reviews также похвалило обложку книги от Питера Брауна, использовавшего за исключением карандаша оттенки серого, назвав этот выбор отсылкой к старым научно-фантастическим триллерам, а также введением для новых читателей в жанр ужасов. В своём обзоре для Booklist Джон Питерс прокомментировал, как авторы перенесли детскую книгу «Harold and the Purple Crayon в сумеречную зону». Питерс назвал некоторые сцены Брауна «атмосферно мрачными» и отметил, что юные читатели «сочувственно отреагируют на грустное выражение лица Джаспера» на протяжении всего его испытания.
Как отмечает Publishers Weekly, книга Creepy Crayon! была самой продаваемой иллюстрированной книгой за первую неделю сентября 2022 года, превзойдя «Очень голодную гусеницу».